# Росстанком
Росстанком (ООО «Промышленная группа „Росстанком“») — российская машиностроительная компания в области станкостроения.
Выпускает универсальные токарные и фрезерные станки, токарные станки с ЧПУ, оборудованные приводами отечественного и импортного производства.
Осуществляет разработку, изготовление, поставку, пусконаладку, послепродажное обслуживание, капитальный ремонт и модернизацию металлообрабатывающих станков различного назначения (в том числе для нефтегазовой отрасли).
Генеральный директор (с 2002) — Сергей Трикоз.

## Структура
В состав ПГ «Росстанком» входят:
- ОАО «Рязанский станкостроительный завод» (Токарные станки)
- ЗАО «Завод фрезерных станков» (Нижний Новгород) (фрезерные станки)
- ОАО "Егорьевский станкостроительный завод «Комсомолец» (зубофрезерные станки)
- ОАО "Фирма «Беверс» (бывший «Комсомолец», Бердичев, Украина) (металлообрабатывающие станки)
- ООО «ЭРЭСПО-ИМПЭКС» (внешнеторговая фирма)
- Торговый дом «РСЗ»

По утверждению гендиректора ПГ, на 2008 год компания производила станков на $65-70 млн в год. «Росстанком» занимал 40 % российского рынка станкостроения.